# Elaeocarpus pachydactylus
Elaeocarpus pachydactylus är en tvåhjärtbladig växtart som beskrevs av Schlechter. Elaeocarpus pachydactylus ingår i släktet Elaeocarpus och familjen Elaeocarpaceae. Inga underarter finns listade i Catalogue of Life.